# Isthmohyla xanthosticta
Isthmohyla xanthosticta är en groddjursart som först beskrevs av William Edward Duellman 1968.  Isthmohyla xanthosticta ingår i släktet Isthmohyla och familjen lövgrodor. IUCN kategoriserar arten globalt som otillräckligt studerad. Inga underarter finns listade i Catalogue of Life.